# Did not finish

Did not finish, abrégé en DNF (en français littéral « n'a pas terminé »), est une indication généralement utilisée pour les résultats dans le domaine sportif pour indiquer qu'un participant qui a commencé l'épreuve n'a pas atteint l'arrivée, à la suite d'un abandon ou d'une chute par exemple.
D'autres indications similaires utilisées dans les listes de résultats sont : 
- DNQ (Did not qualify) - Non qualifié
- DNS (Did not start) - N'a pas pris le départ
- DISQ, DSQ ou DQ (Disqualified) - Disqualifié (par exemple en raison d'un faux départ)
- OTL (Over time limit) - Si un participant est trop en retard, il est exclu de la compétition
- OVL (Overlap) - Si un participant se fait rattraper par un adversaire dans une course sur piste et que le règlement stipule l'arrêt de la course dans ce cas